# 青剛櫟鍊介殼蟲
青剛櫟鍊介殼蟲（学名：Asterodiaspis suishae）为鏈介殼蟲科鍊介殼蟲屬下的一个种。